# Dev-C++
Dev-C++ is een opensource-ontwikkelingsomgeving (IDE) gericht op de programmeertalen C en C++, ontwikkeld door BloodShed Software. De IDE is geschreven in de programmeertaal Object Pascal en gaat gebundeld met de eveneens gratis MinGW-compiler.

## Functies
Dev-C++ heeft een debugger aan boord, waarmee kan worden gecontroleerd of er geen fouten in het programma zitten. Zitten er wel fouten in, dan geeft Dev-C++ een venster met informatie over waar de fout zich bevindt en wat de fout precies is. Als er geen fouten zijn kan het gemaakte programma correct worden uitgevoerd.

## Geschiedenis
De originele ontwikkelaar van het programma, Bloodshed Software, heeft sinds februari 2005 geen updates meer uitgebracht.
Op 30 juni 2011 werd echter door een onafhankelijke programmeur een nieuwe versie (4.9.9.3) uitgebracht. Deze versie bevat een nieuwe compiler, GCC 4.5.2, en onder andere alle benodigde bestanden om DirectX en Win32 te programmeren. Ook zijn er veel fouten uit de IDE verwijderd. Sindsdien heeft de programmeur in kwestie nog een aantal updates uitgebracht. Sinds versie 4.9.9.5 is er ook een portable versie van het programma. De meest recente versie is 5.11, uitgegeven op 27 april 2015.